# Aleksandr Aksakov
Aleksandr Nikolajevitj Aksakov (ryska: Алекса́ндр Никола́евич Акса́ков), född den 27 maj 1832, död den 4 januari 1903, var en rysk skriftställare och spiritist.

## Biografi
Aleksandr Aksakov blev tidigt intresserad av Emanuel Swedenborg, vilkens skrifter han översatte till ryska. Han ägnade sig först åt medicinen, men senare ivrigt åt studiet av de spiritistiska fenomenen samt grundade 1874 i Leipzig tidskriften Psychische Studien. Därigenom gav han starka impulser inte minst åt den ryska spiritismen. Han invecklades i polemik med filosofen Eduard von Hartmann, mot vilken han vänder sig i sitt viktigaste arbete Animismus und Spiritismus. Versuch einer kritischen Prüfung der mediumistischen Phänomene (1895. 5:e upplagan i 2 band, 1919).